# Эйтвид, Лев Васильевич
Лев Васильевич Эйтвид (3 декабря 1921 — 5 марта 2015, Калининград, Российская Федерация) —  советский и российский инженер, ректор Калининградского технического института рыбной промышленности и хозяйства (1964—1980), заслуженный работник высшей школы Российской Федерации.

## Биография
Участник Великой Отечественной войны, участник боев на Волховском фронте, прорыва блокады Ленинграда, освобождения Новгорода, Эстонии, участник Восточно-Прусской операции и штурма Кенигсберга.
В 1952 г. окончил Ленинградский кораблестроительный институт. Кандидат технических наук (1955). Работал доцентом на кафедре судовых паровых котлов Ленинградского кораблестроительного института.
В 1964—1980 гг. — ректор Калининградского технического института рыбной промышленности и хозяйства. Активно работал над укреплением материально-технической и научной базы ВУЗа. По его инициативе в поселке Отрадное был введен в строй студенческий спортивно-оздоровительный лагерь, началось строительство учебных лабораторий, значительно пополнен фонд научно-технической библиотеки. Был открыт ряд специализированных лекционных аудиторий, переоборудован и расширен спортивный комплекс кафедры физической культуры.
С 1980 г. — доцент кафедры строительства, теплоснабжения и вентиляции Калининградского технического института рыбной промышленности и хозяйства/Калининградского государственного технического университета. 

## Награды и звания
Награждён орденом Отечественной войны II степени, медалями «За отвагу», медаль «За оборону Ленинграда», «За взятие Кенигсберга»
Заслуженный работник высшей школы РФ (1999). Почетный работник рыбной промышленности.